# Sedan (automobil)

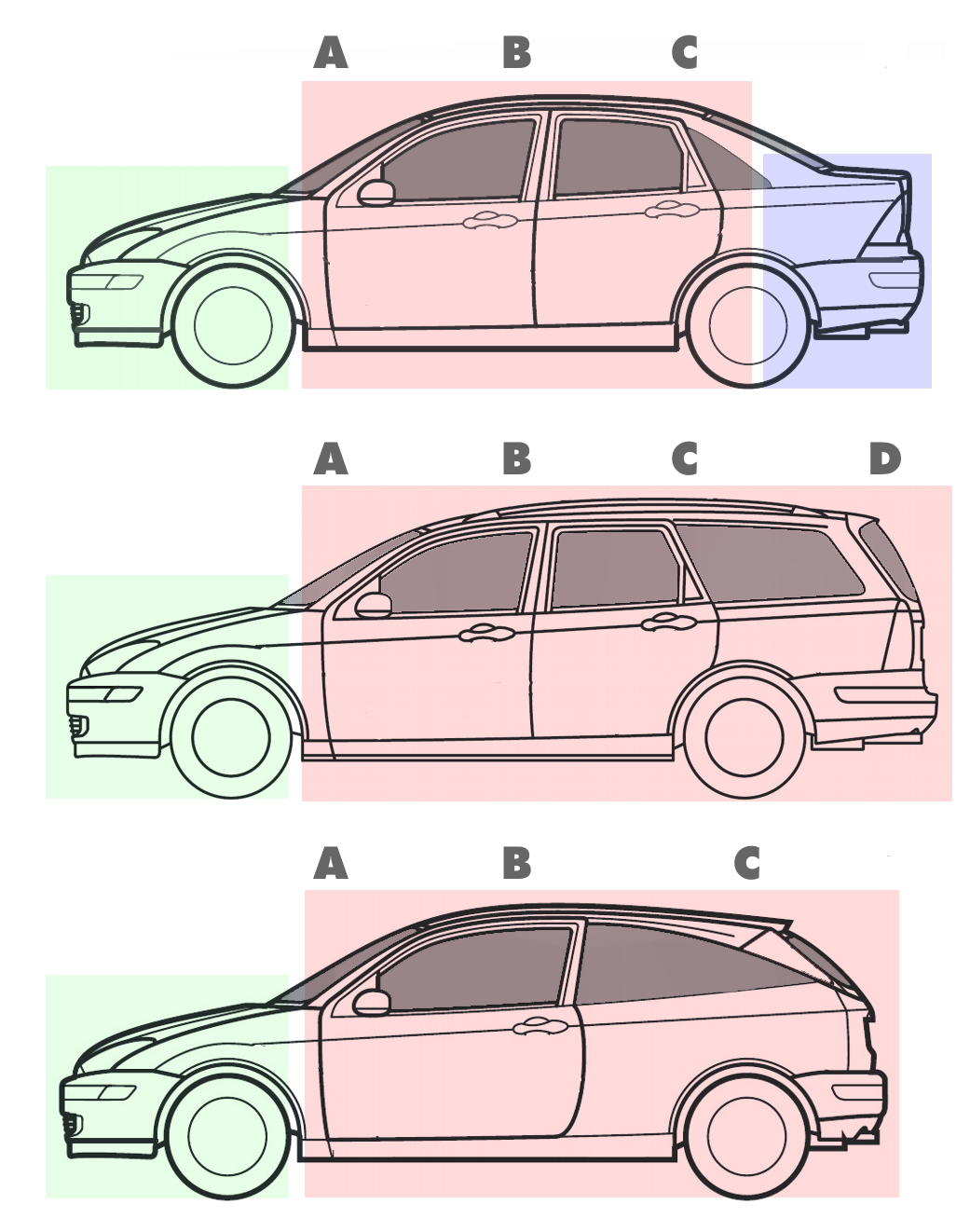
Typické konfigurace karosérie: sedan, kombi a hatchback

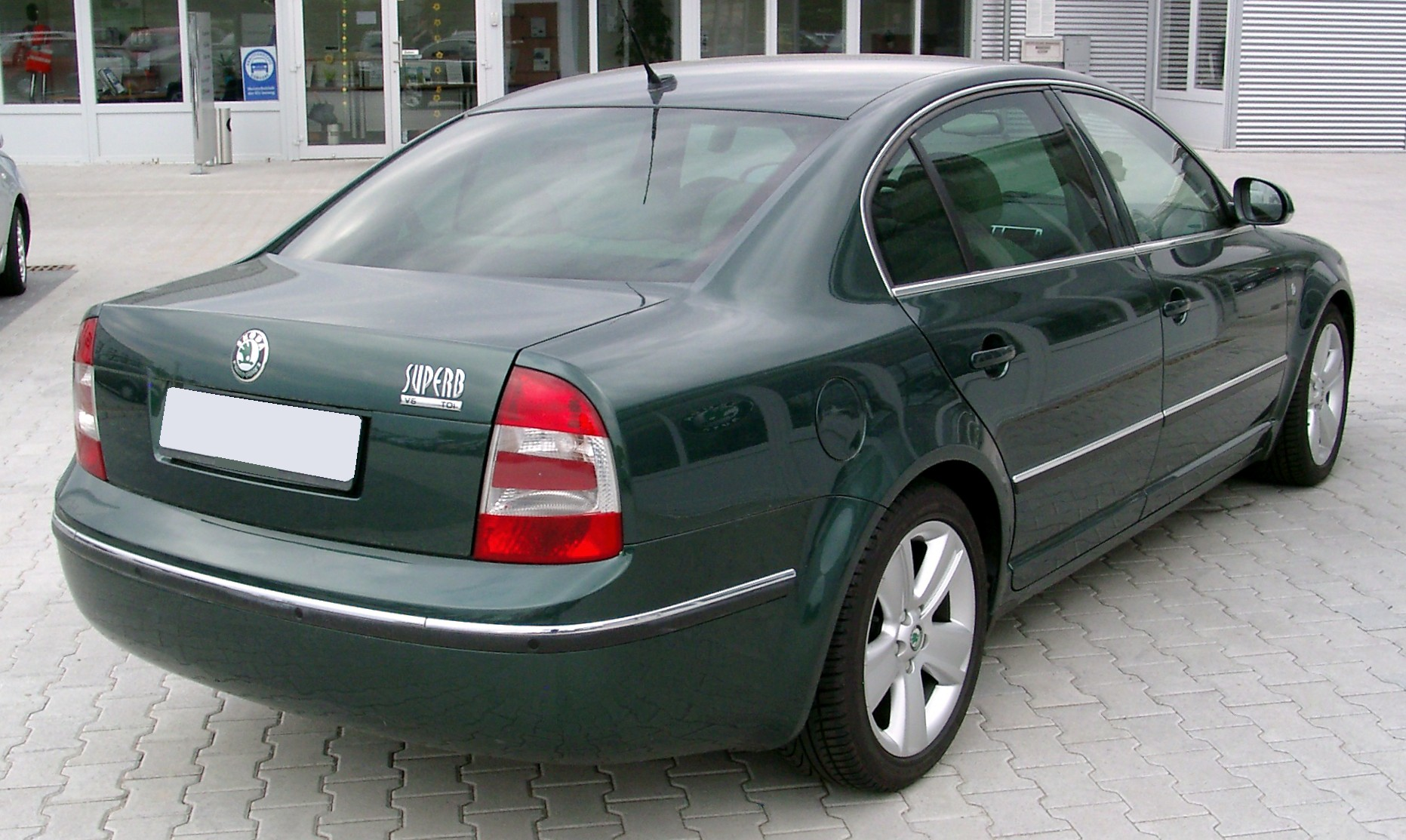
Sedan Škoda Superb

Sedan je typ automobilové karoserie. Jedná se o konvenční typ, pro který je typické oddělení zavazadlového prostoru od prostoru pro posádku (tzv. tříprostorová karoserie). Sedan má vždy dvě řady sedadel a zpravidla na každé straně dvě boční okna, některé vozy mají ještě jedno menší za zadními dveřmi (jako např. VW Passat B5).
Dříve byly sedany nejrozšířenější karoserií napříč všemi třídami aut, dnes převažují zejména ve střední, vyšší střední třídě a mezi luxusními vozy.

## Základní dělení sedanů

### Sedan se stupňovitou zádí

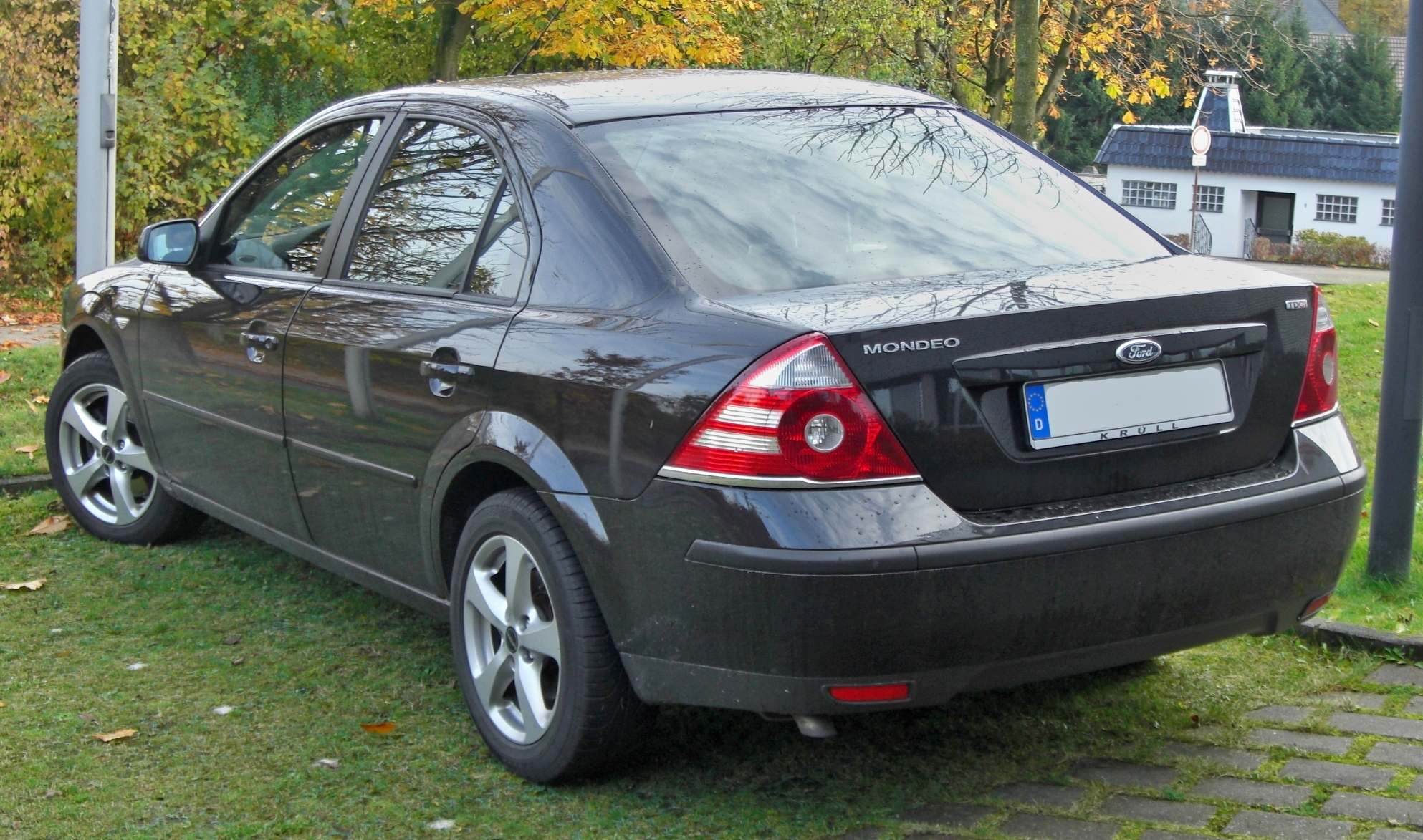
Ford Mondeo Mk III

Jedná se o klasický tvar, anglicky nazývaný notchback. Typickým zástupcem je Volvo 740/760 s téměř kolmým zadním oknem. Hlavní výhodou je velký prostor pro cestující na zadních sedadlech, nevýhodou je naopak horší aerodynamika. Z toho důvodu mají dnes sedany se stupňovitou zádí skloněné zadní okno se zřetelným přechodem do víka zavazadlového prostoru.
- Mercedes Benz třída S
- Ford Mondeo Mk III
- Škoda Superb (pouze první generace)
- Volvo 740/760
- Kia Rio

### Sedan se splývavou zádí
U těchto aut střecha plynule přechází do víka zavazadlového prostoru, zadní okno je pevné. Anglicky se tento tvar nazývá fastback. Tato koncepce je nyní populárnější, protože má sportovnější design a lepší aerodynamické vlastnosti.
- Audi A6 (C6)
- Lexus GS
- Ford Mondeo Mk IIII

## Další typy sedanů

### Dvoudveřový sedan

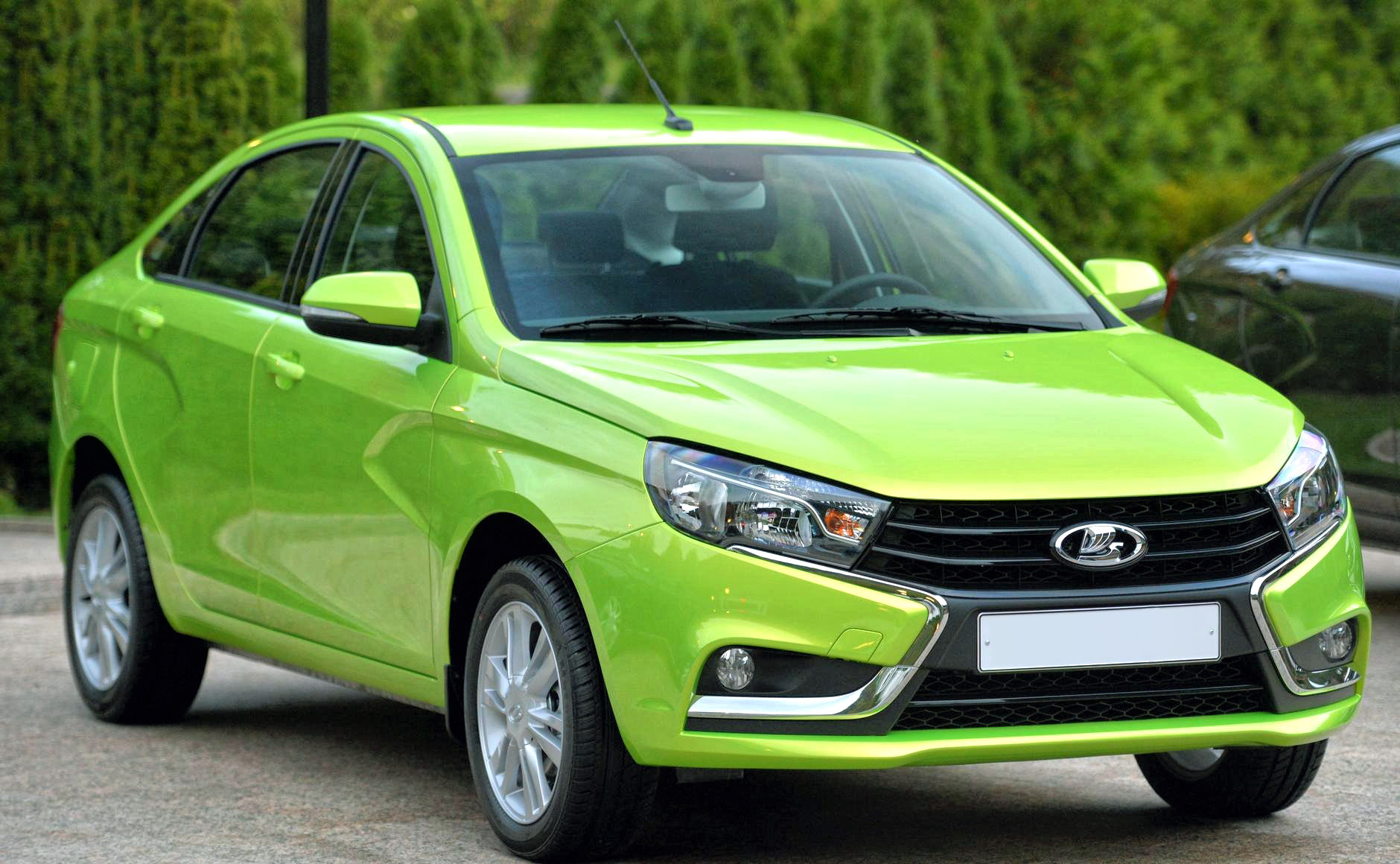
Sedan Lada Vesta

Dříve běžné verze automobilů se stupňovitou zádí, označované také jako tudor. Současné generace těchto aut jsou považovány za coupé.
- BMW 3 (E21)
- BMW 3 (E30)
- Ford Anglia
- Lotus Cortina

### Limuzína
Jedná se o sedan s dlouhým rozvorem, který je zaměřený výhradně na luxus a komfort. Limuzína je určená pro přepravu s řidičem, proto může mít přepážku oddělující první řadu sedadel od prostoru pro cestující. Často také má mezi dveřmi nebo za zadními dveřmi prodlouženou karoserii.
- Maybach 57/62
- Mercedes-Benz Třídy S
- Rolls-Royce Phantom

### Sportovní sedan

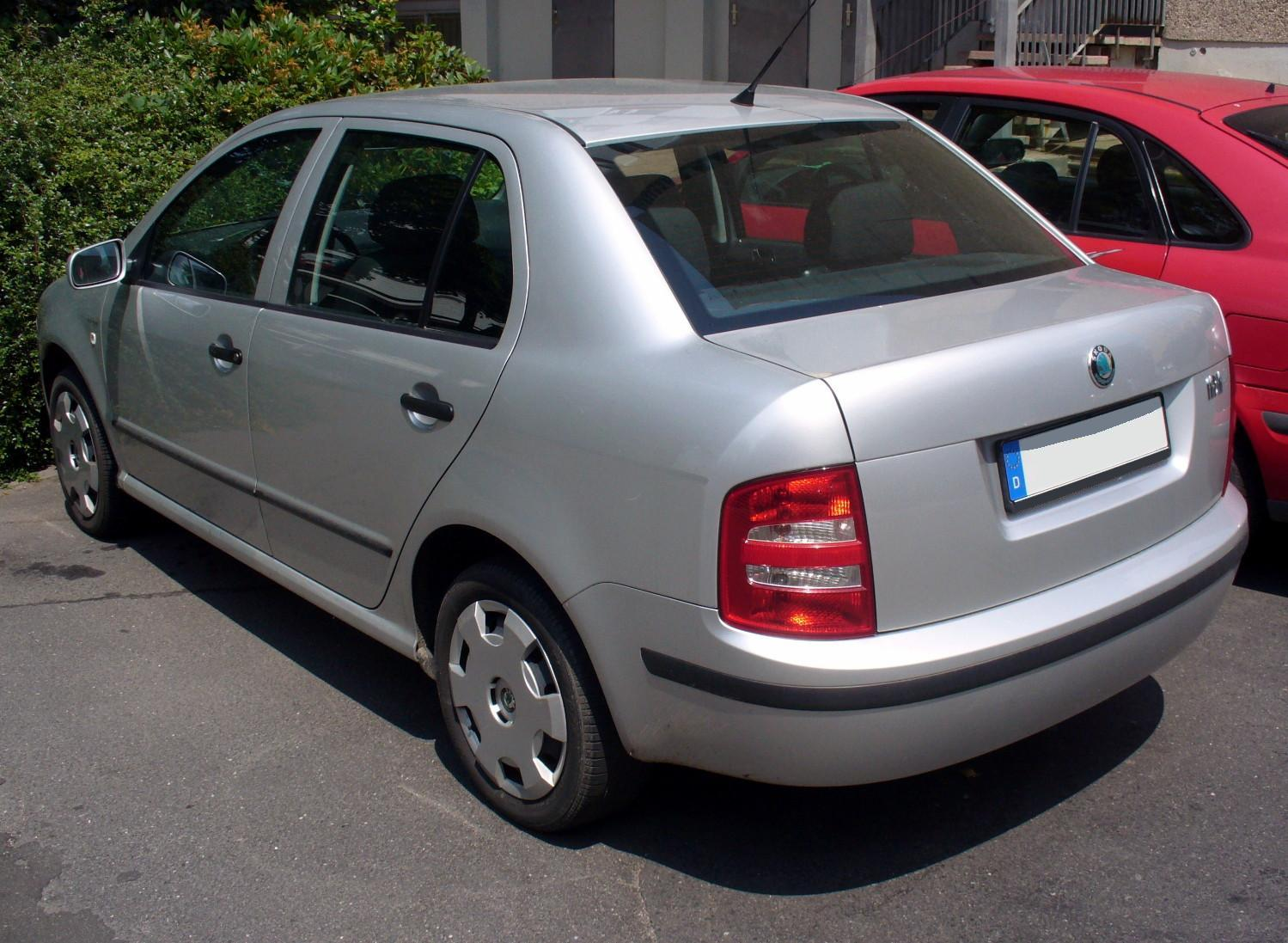
Škoda Fabia Sedan

Zvláštní kategorie sedanů, které se vyznačují malou celkovou výškou, relativně výkonnými motory a sportovní naladění.
- Chrysler 300C, Jaguar XJ – stupňovitá záď
- Mercedes-Benz třída CLS, Rover P5 Coupé, chystané modely Audi A7 a VW Passat Coupé – splývavá záď, tzv. čtyřdveřová coupé

### Supersportovní sedan
Specifická kategorie modelů, které spojují konstrukci běžných automobilů s technikou ze závodních a supersportovních aut, výkon jejich motorů se pohybuje v řádu stovek koní.
- Audi RS4, Audi RS6, Audi S8
- BMW M5
- Brabus Rocket